# Deep Blue

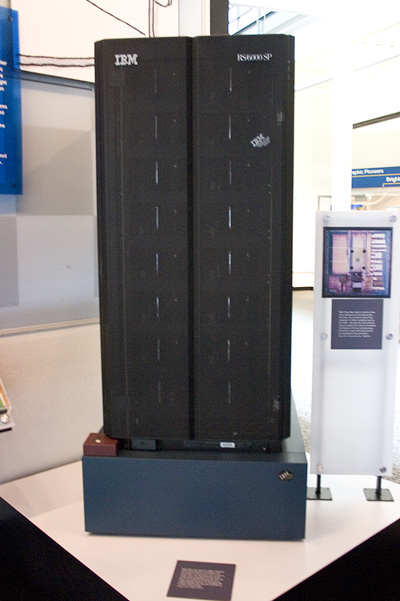
O supercomputador Deep Blue criado pela IBM.

Deep Blue (em português, azul profundo ou azul marinho) foi um supercomputador e um software criados pela IBM especialmente para jogar xadrez; com 256 co-processadores capazes de analisar aproximadamente 200 milhões de posições por segundo.
Em fevereiro de 1996, o campeão do mundo de xadrez, Garry Kasparov, natural do Azerbaijão, atualmente radicado na Rússia, considerado o melhor jogador de todos os tempos, ganhou três partidas, empatou duas e perdeu uma contra Deep Blue, obtendo a pontuação final de 4 a 2 (o empate dá 0,5 ponto para cada um dos lados). A única derrota de Kasparov nesse torneio foi justamente na primeira partida, a qual passou a ser o primeiro jogo de xadrez em que um computador venceu um campeão do mundo sob regras normais de tempo. Mesmo recuperando-se nos jogos seguintes, ao final do torneio Kasparov declarou que era o último humano campeão de xadrez, talvez prevendo o que aconteceria no ano seguinte.
Em maio de 1997, após uma severa atualização, Deep Blue venceu Kasparov em um novo confronto de 6 partidas, com 2 vitórias, 3 empates e 1 derrota (pontuação final: 3,5 a 2,5), tornando-se o primeiro computador a vencer um campeão mundial de xadrez num torneio com regras de tempo oficiais.
Na época, houve quem desse pouco crédito à inteligência daquela máquina pelo fato de o jogo ser altamente matemático - ciência para a qual os computadores têm aptidão mais do que natural. Além disso, a derrota de Kasparov no segundo torneio é uma das maiores polêmicas do mundo do xadrez. Naquela ocasião, o grande mestre acusou a IBM de ter trapaceado dizendo que jogadores humanos intervieram durante a segunda partida. A IBM se defendeu dizendo que os ajustes no programa e intervenções ocorriam somente entre uma partida e outra. Kasparov pediu os arquivos (printouts dos log files), porém a IBM se recusou a fornecê-los. Na base de dados do computador havia mais de 700 mil partidas de Mestres e Grandes Mestres, porém quando Kasparov pediu à IBM algumas partidas jogadas pelo Deep Blue para que entendesse melhor seu oponente, o pedido foi negado. Kasparov pediu ainda um novo torneio, porém a IBM não teve interesse e aposentou o computador. Há um documentário de 2003 (Game Over: Kasparov and the Machine) que apresenta a possibilidade de esta vitória ter sido combinada para elevar o valor das ações da companhia.
Em 2014, um documentário intitulado “The Man vs. The Machine” revela a verdade: o que teria dado a vitória seria um erro de computador. O Deep Blue possuía em sua programação uma salvaguarda para evitar que entrasse em 'loop' (condição que leva um software a rodar em círculos eternamente), fazendo com que o sistema fizesse um movimento válido para a partida não ficar estagnada.
O movimento nº 44 não foi interpretado como algo natural para os programadores, mas apesar de ser ilógico não ignorou as regras do xadrez e eles descartaram ser algum problema grave. Kasparov (que tinha capacidade de calcular até 15 lances), ficou abismado com tal movimento e acabou interpretando como uma jogada de estratégia de uma mente avançada e superior à sua, levando-o nas partidas subsequentes a mudar completamente sua forma de jogar e sendo derrotado por isto.

## Origens
O projeto começou com o nome de ChipTest na Carnegie Mellon University por Feng-hsiung Hsu e foi seguido pelo sucessor de ChipTest, Deep Thought.  Depois de se formar na universidade, Hsu, Thomas Anantharaman, e Murray Campbell foram convidados pela IBM Research para continuar seu projeto para construir uma máquina de xadrez que poderia derrotar um campeão do mundo. Hsu e Campbell ingressaram na IBM no outono de 1989, com Anantharaman seguindo depois. Anantharaman posteriormente deixou a IBM e foi para Wall Street e Arthur Joseph Hoane se juntou à equipe para realizar tarefas de programação. Jerry Brody, um funcionário de longa data da IBM Research, foi recrutado para a equipe em 1990. A equipe foi inicialmente gerenciada por Randy Moulic, seguido por Chung-Jen (CJ) Tan.
Após a partida do Deep Thought contra Kasparov em 1989, a IBM realizou um concurso para renomear a máquina de xadrez: o nome vencedor foi "Deep Blue", uma brincadeira com o apelido da IBM, "Big Blue". Depois de uma versão reduzida de Deep Blue - Deep Blue Jr. - interpretado como Grande Mestre Joel Benjamin, Hsu e Campbell decidiram que Benjamin era o especialista que procuravam para desenvolver o livro de abertura do Deep Blue, e Benjamin assinou pela IBM Research para ajudar nos preparativos para as partidas do Deep Blue contra Garry Kasparov.
Em 1995, o "protótipo Deep Blue" disputou o 8º Campeonato Mundial de Xadrez por Computador. O protótipo Deep Blue empatou com Wchess. Na quinta rodada, o protótipo do Deep Blue jogou como White e perdeu para Fritz.

## Design
O Deep Blue usou chips VLSI customizados para executar o algoritmo de pesquisa alfa-beta em paralelo, um exemplo de GOFAI (Good Old-Fashioned Artificial Intelligence).
O sistema derivou sua força de jogo principalmente do poder de computação de força bruta. Era um massivamente paralelo, RS / SP 6000 fino P2SC sistema baseados com 30 nós, com cada nó contendo uma 120 MHz P2SC microprocessador reforçada com 480 fins especiais VLSI chips de xadrez. Seu programa para jogar xadrez foi escrito em C e executado no sistema operacional AIX. Era capaz de avaliar 200 milhões de posições por segundo, duas vezes mais rápido que a versão de 1996. Em 1997, o Deep Blue foi atualizado novamente. Em junho de 1997, Deep Blue era o 259º supercomputador mais poderoso de acordo com a lista TOP500, atingindo 11,38 GFLOPS no benchmark LINPACK de alto desempenho.
A função de avaliação do Deep Blue foi inicialmente escrita de uma forma generalizada, com muitos parâmetros a serem determinados (por exemplo, quão importante é uma posição segura do rei em comparação com uma vantagem de espaço no centro, etc.). O sistema determinou os valores ideais para esses parâmetros analisando milhares de jogos principais. A função de avaliação foi dividida em 8 000 partes, muitas delas projetadas para posições especiais. No livro de abertura, havia mais de 4 000 posições e 700 000 jogos de grande mestre. O banco de dados de final de jogo continha muitos jogos finais de seis peças e cinco ou menos posições de peças. Antes da segunda partida, o conhecimento do programa de xadrez foi aprimorado pelo grande mestre Joel Benjamin. A biblioteca de abertura foi cedida pelos grandes mestres Miguel Illescas, John Fedorowicz e Nick de Firmian. Quando Kasparov solicitou permissão para estudar outros jogos que o Deep Blue havia jogado para entender melhor seu oponente, a IBM recusou. No entanto, Kasparov estudou muitos jogos populares para PC para se familiarizar com a jogabilidade em geral.
O Deep Blue faz uma abordagem usando as informações de abertura em seu banco de dados. Ele cria um banco de dados adicional denominado "livro estendido". O livro estendido resume os jogos Grandmaster anteriores em qualquer um dos vários milhões de posições de abertura em seu banco de dados de jogos. O sistema pode combinar sua grande capacidade de pesquisa (200 milhões de posições de xadrez por segundo) com as informações resumidas no livro estendido para selecionar movimentos de abertura.